# Крепость Хонштайн
Крепость Хонштайн (нем. Burg Hohnstein) — крепость в городе Хонштайн, юго-восточнее Дрездена.
Она расположена на высоте 140 м над долиной реки Поленц. Вход в крепость возможен только с рыночной площади города. Из когда-то многочисленных крепостей Саксонской Швейцарии на правой стороне реки Эльба осталась лишь она.

## История
Крепость была построена около 1200 года как богемская пограничная крепость с маркграфством Мейсен. В 1353 году её приобрёл богемский дворянин Гинек Берка из Дубы, чей герб с перекрещёнными дубовыми ветками до сих пор украшает переход ко второму двору крепости. В 1443 году крепость перешла к саксонским курфюрстам, но осталась до 1806 года богемским леном. Веттины отсюда отправились на охоту. В последующих веках в крепости находились разные учреждения курфюрстов, место суда и тюрьма. Деревянные постройки в XVII и XVIII веках постепенно были заменены каменными. В 1639 году успешно противостояла шведской осаде.
С 1925 по 1933 год в крепости находился молодёжный хостел. В 1933—1934 годах здесь находился один из первых концлагерей Германии. Во Второй мировой войне крепость была лагерем военнопленных. С 1949 года она опять хостел.